# Giovanni Corbjons
Giovanni Corbjons (ur. 1 stycznia 1900 w Rzymie, zm. w 1967 tamże) – włoski piłkarz grający na pozycji pomocnika.

## Kariera piłkarska
Corbyons pochodził z Rzymu. Piłkarską karierę rozpoczął w klubie Fortitudo Pro Rzym i występował tam przez 3 lata. W 1921 roku przeszedł do Alby Rzym. Wtedy też zadebiutował w Divisione 1, w grupie południowej. W sezonie 1924/1925 został wicemistrzem Włoch (Alba przegrała w finale z FC Bologna 0:4 i 0:2), natomiast rok później powtórzył ten sukces (w finale 1:7 i 0:5 z Juventusem). W 1927 roku po utworzeniu nowego klubu AS Roma został jego zawodnikiem. 3 września 1929 zadebiutował w barwach "giallorossich" w Serie A w wygranym 2:1 domowym spotkaniu z Brescią Calcio. W Romie występował przez cztery sezony, a największym sukcesem było wywalczenie w 1928 roku Coppa CONI. W 1930 roku trafił do grającej w Serie B Fiorentiny, a karierę kończył w Calcio Catania w 1932 roku.